# O.K. Yevtushenko
O.K. Yevtushenko (también conocida en inglés como Somebody's Stolen Our Russian Spy) es una película de espías de coproducción internacional española/británica de 1967 rodada en España y Portugal. La película fue coproducida por James Ward y dirigida, coescrita y coproducida por José Luis Madrid. La película está protagonizada por Tom Adams en su tercera y última aparición como el agente secreto británico Charles Vine. La película se rodó en España en lugar de la ubicación habitual del Reino Unido. Cuando Embassy Pictures decidió no estrenarla, la película languideció en un laboratorio cinematográfico hasta 1976.

## Argumento
En Mallorca, el coronel Yevtushenko, el principal agente secreteo soviético, es secuestrado en un yate por el Servicio Secreto albanés y un agente chino rojo, siendo llevado luego a Barcelona. Su plan es obtener información de él y luego matarlo culpando al Servicio Secreto Británico. El Reino Unido envía a Charles Vine desde Portugal, sin embargo, Vine es capturado y llevado a la República Popular Socialista de Albania junto con Yevtushenko.

## Reparto
- Tom Adams como Charles Vine.
- Barta Barri como Coronel Yevtushenko.
- Tim Barrett como Mayor Kovacs.
- Diana Lorys como Galina Samarav.
- Mary Paz Pondal como Sara.
- Antonio Molino Rojo como Gen. Borodin.
- María Silva como Pandora Loz.
- Eric Chapman como Potts.
- Tito García como Capitán Milhavikah.
- José Riesgo como Coronel Stenhoff.
- Gene Reyes como Ly Chee.
- José María Labernié como Muffin-Well.
- Antonio Giménez Escribano as Rockwell.